# Јерген Јуве
Јерген Јуве (22. новембар 1906 — 12. април 1983) био је норвешки фудбалер, правник, новинар и писац публицистике. Већи део своје каријере играо је као нападач за Лин. Такође је играо једну сезону у Базелу у Швајцарској пре него што се пензионисао и укупно је одиграо 45 утакмица за репрезентацију Норвешке. Он је други играч по броју постигнутих гола за Норвешку, са 33 гола у само 45 утакмица, држећи рекорд са највише међународних голова у Норвешкој од 1932. до 2024. године, када је Ерлинг Халанд надмашио његов рекорд. Био је капитен норвешке репрезентације која је освојила бронзану олимпијску медаљу на Летњим олимпијским играма 1936. године. Такође је радио као новинар за Dagbladet и Tidens Tegn, и написао је неколико књига.

## Лични живот
Јуве је рођен у Порсгруну ; син је кожара Олеа Мартина Јувеа и Мари Понер. Презиме потиче од фарме Јуве/Дјуве у Лардалу, где је рођен његов деда. Био је најстарији од шесторо деце. Његова два брата су емигрирала у Сједињене Државе, док су се његове три сестре удале и настаниле у Норвешкој. Међу његовим пријатељима из детињства био је каснији композитор Клаус Еге. Био је два пута ожењен, први пут са Ерном Риберг 1932. године,  и имали су двоје деце. Један од њихових унука је фолк певач Тоне Јуве. Касније се оженио психологињом Евом Ројне  и имали су једну ћерку.  Умро је у Ослу 1983. године.

## Спортска каријера
Јуве је почео да игра фудбал за спортски клуб Уред из Порсгруна, са само 16 година. Године 1926. преселио се у Осло, где је почео да игра за клуб Лин. Јуве је играо у финалу Купа Норвешке за Лин 1928. године, али је тим изгубио од Ерн-Хортена резултатом 2 : 1. Током сезоне 1930–1931. одиграо је 12 утакмица за Базел у којој је постигао 10 голова.
Одиграо је 45 утакмица и постигао 33 међународна гола за репрезентацију Норвешке између 1928. и 1937. године. Његова прва утакмица за репрезентацију била је против Финске у јуну 1928. године, а његова 45. утакмица била је против Данске у јуну 1937. године. Јуве је постигао своје прве голове за Норвешку у јуну 1929. године, када је постигао хет-трик против Холандије, а током наредних седам утакмица постигао је 16 голова. Његових 33 гола учинило га је најбољим стрелцем репрезентације Норвешке свих времена више од 90 година, све док његов рекорд није оборио Ерлинг Халанд 2024. године. Играо је само као нападач у 22 од тих утакмица; у осталим је наизменично играо десног бека и штопера.
Био је капитен тима који је освојио бронзану медаље на Летњим олимпијским играма 1936. у Берлину.  У првом колу Олимпијских игара, 3. августа, норвешки тим се састао са Турском и победио је у мечу резултатом 4 : 0. У другом колу су се састали са Немачком и победили у том мечу резултатом 2 : 0. Оба гола је постигао Магнар Исаксен (у 8. и 84. минуту). Међу гледаоцима су били Хитлер и Гебелс. То је био први и последњи пут да је Хитлер гледао фудбалску утакмицу. У полуфиналу, 10. августа, норвешки тим је изгубио од Италије резултатом 1 : 2, након продужетака. Коначно, тим је победио Пољску са 3 : 2 у борби за бронзану медаљу. Године 2006, поводом 100-годишњице рођења Јувеа, Пер Равн Омдал је изјавио да је Јуве један од највећих норвешких фудбалера, док су Сондре Кофјорд, Пер Јорсет, Ола Дибвад Олсен и Арне Шеје га навели као најважнијег доприносиоца јединој медаљи Норвешке на међународном фудбалском првенству за мушкарце.
Јуве се повукао из фудбала 1938. године, а затим је тренирао Бодо/Глимт 1939. године. Тренирао је Молде неколико недеља 1948. године.
У септембру 2024. године, норвешка антидопинг агенција је грешком уврстила Јувеа и Еинара Гундерсена на списак фудбалера који ће бити тестирани. Директор за комуникације агенције је рекао: „Све што сада можемо да урадимо јесте да признамо да нисмо у праву. Можемо се данас шалити о томе у канцеларији, а затим преиспитати наше рутине за даље.“

## Књижевна каријера
Године 1931, Јуве је стекао диплому права у Базелу, а касније је радио као новинар и писац. Био је спортски уредник у новинама Dagbladet од 1928. до 1934. године, и у Tidens Tegn од 1934. до 1940. године. Током Другог светског рата, покренуо је недељни часопис „Брагд“ . Године 1941. преселио се у Стокхолм, где је уређивао часопис Norges-Nytt. Године 1942. отпутовао је у Лондон, а касније у Њујорк.
Радио је као новинар за Dagbladet од 1945. године. Међу његовим књигама су Alt om fotball из 1934., Norsk fotball из 1937. и Øyeblikk из 1978. У делу „ Øyeblikk “ („Тренуци“) Јуве описује незаборавне тренутке, као што је када је Биргер Руд победио у мушком спусту, а Лајла Скоу Нилсен у женском спусту на Зимским олимпијским играма 1936. године. Са фудбалске утакмице против Немачке 1936. године, присетио се како су неки немачки играчи престали да играју и салутирали када се појавио Хитлер. Уредио је књигу о Олеу Реистаду 1959. године. Јуве је такође био мање вредан кандидат на гласачким листићима Либералне странке на парламентарним изборима у Норвешкој 1949. године.